# 哈尔盖站
哈尔盖站位于中华人民共和国青海省海北藏族自治州刚察县哈尔盖镇，是青藏铁路和柴达尔铁路的一座车站，距离西宁站177公里，于1972年启用，现由青藏铁路公司营运。车站现为三等站，办理旅客乘降和行包托运。车站同时承担货运业务。